# Devices Profile for Web Services
Das Devices Profile for Web Services (kurz DPWS) spezifiziert einen Standard, mit dem es ermöglicht werden soll, Web Services auf eingebetteten Systemen, also auf Hardware mit (möglicherweise stark) eingeschränkten Ressourcen, einzusetzen. DPWS kombiniert hierfür eine Auswahl bestehender WS-*-Spezifikationen zusammen mit einigen Erweiterungen bzw. einigen neuen Spezifikationen zu einem Profil, auf dessen Basis netzwerkfähige eingebettete Systeme
- sicher miteinander kommunizieren können,
- dynamisch entfernte Geräte bzw. Dienste entdecken können,
- selbständig Dienste beschreiben können und
- Ereignisse auslösen bzw. Ereignisse anderer Dienste abonnieren können.

Um diese Ziele zu erreichen, werden im Devices Profile for Web Services die bestehenden Spezifikationen WS-Addressing, WS-Policy, WS-Security und WS-Metadata Exchange bzw. WS-Transfer miteinander kombiniert, und insbesondere für das dynamische Entdecken von Diensten und für die ereignisbasierte Kommunikation die neuen Spezifikationen WS-Discovery und WS-Eventing definiert.
Ursprünglich wurde die Devices Profile for Web Services Spezifikation von der Firma Microsoft entwickelt, und eine Implementierung von DPWS ist ebenfalls integriert in Windows Vista. Open-Source-Implementierungen der DPWS-Spezifikation entstanden z. B. im Rahmen der Web Services for Devices Initiative (siehe Implementierungen bzw. Weblinks).

## Implementierungen
- Java Multi Edition DPWS Stack (JMEDS)
- WS4D-gSOAP (C/C++-Toolkit basierend auf gSOAP)